# Internationella kvinnospelen
Internationella kvinnospelen (även Damolympiaden) var en serie tävlingar i friidrott för damer. De var de första internationella tävlingar för damer och hölls under 1920- och 1930-talen innan damer tilläts delta fullt ut i friidrottsgrenar vid Olympiska spelen och andra internationella idrottsevenemang.

## Bakgrund
Damidrottare tilläts endast delta i några få enskilda idrottsgrenar vid Olympiska spel. År 1900 (OS 1900) i golf och tennis, OS 1904 i bågskytte, OS 1908 i bågskytte, tennis och konståkning och vid OS 1912 i Stockholm tillkom även simning som tillåten damgren).
De internationella damspelen i friidrott tillkom som en protest mot Internationella olympiska kommittén (IOK) policy att inte tillåta damidrottare till OS 1920 och OS 1924.
I början på 1900-talet möttes kvinnliga idrottsutövare av stort motstånd. I Sverige grundades Svenska kvinnors centralförbund för fysisk kultur (SKCFK) 1924 och Sveriges kvinnliga idrottsförbund (SKI) 1925.

## Turneringar

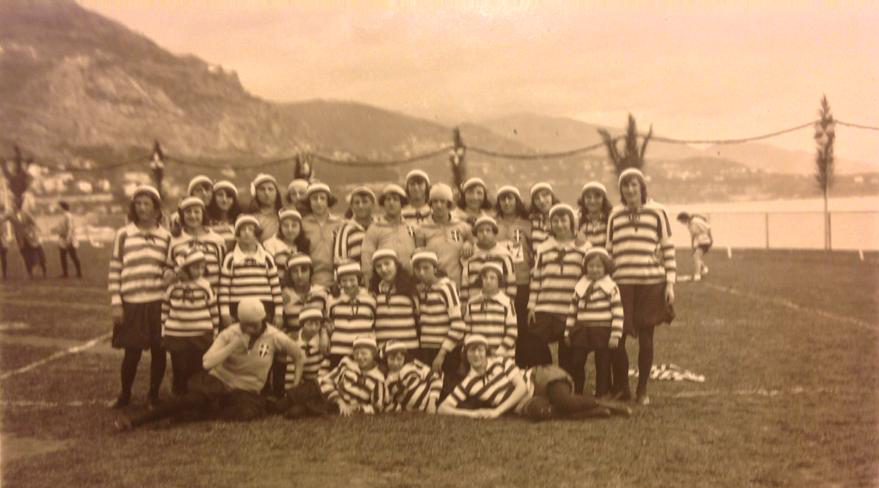
Italiens deltagare 1921

Det arrangerades en rad internationella tävlingar (mer än 2 deltagande nationer) åren 1921 till 1934 med olika arrangörer, under samma period hölls även landskamper och nationella mästerskap i friidrott för damer (däribland de första svenska mästerskapen i juli 1927).
Den första internationella tävlingen var Jeux Mondiaux Féminins som hölls 24 mars-31 mars 1921 i Monte Carlo i Monaco arrangerad bl.a. av franska damidrottsförbundet "Fédération Française Sportive Féminine" (FFSF). Denna tävling fick två uppföljare.
| Monte Carlo-spelen | år   | plats               |
| ------------------ | ---- | ------------------- |
| Första             | 1921 | Monte Carlo, Monaco |
| Andra              | 1922 | Monte Carlo, Monaco |
| Tredje             | 1923 | Monte Carlo, Monaco |

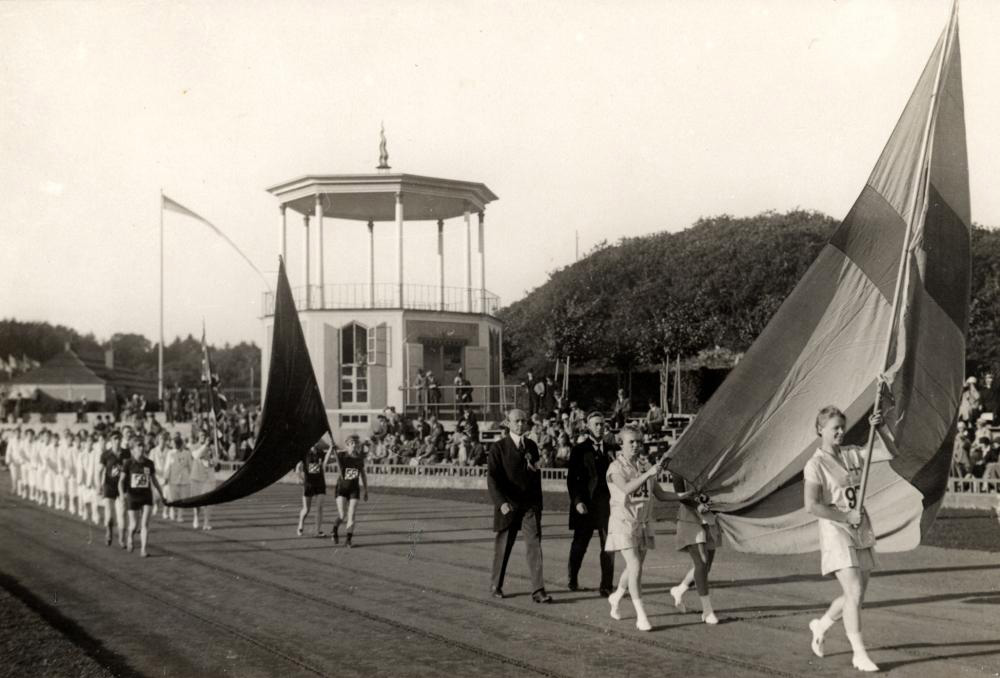
Kvinnovärldsspelen i Göteborg 1926.

Åren 1922 till 1934 hölls fyra internationella tävlingar organiserade av det nygrundade internationella damidrottsförbundet "Fédération Sportive Féminine Internationale" (FSFI, grundad 31 oktober 1921 av Alice Milliat) som "Damolympiaden" (Women’s Olympic Games). Den första tävlingen var 
Jeux Olympiques Féminins som hölls 20 augusti 1922 i Paris (ibland förväxlad med de andra damspelen i Monte Carlo).
| Damolympiaden | år   | plats                  |
| ------------- | ---- | ---------------------- |
| Första        | 1922 | Paris, Frankrike       |
| Andra         | 1926 | Göteborg, Sverige      |
| Tredje        | 1930 | Prag, Tjeckoslovakien  |
| Fjärde        | 1934 | London, Storbritannien |

Det hölls 4 ordinarie turneringar den 5.e turneringen planerades till 1938 i Wien men ställdes in.
Vid den första turneringen deltog idrottskvinnor från 5 nationer. Efter turneringen protesterade IOK mot användandet av termen "Olympisk" varpå namnet 1926 ändrades till "Kvinnovärldsspelen" (Women’s World Games), som motprestation krävde FSFI införandet av 10 friidrottsgrenar för damer till OS 1928. IOK införde dock endast 5 grenar till sommarspelen. Kvinnovärldsspelen i Göteborg betraktas som ett stort genombrott för damidrotten.

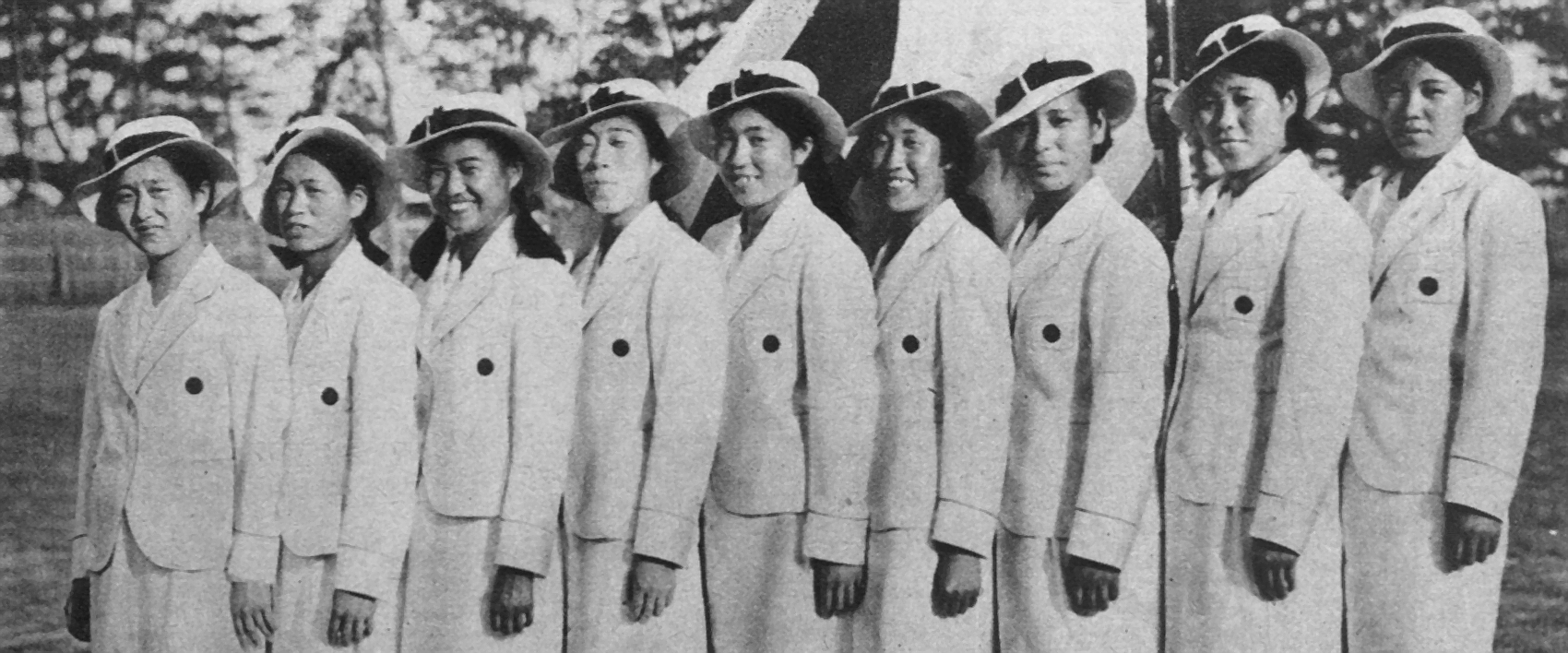
Japans deltagare 1934

Åren 1924 till 1931 hölls även tre ytterligare internationella tävlingar organiserade av lokala fristående arrangörer.
| Damspelen      | år   | plats                  |
| -------------- | ---- | ---------------------- |
| Damspelen 1924 | 1924 | London, Storbritannien |
| Damspelen 1925 | 1925 | London, Storbritannien |
| Damspelen 1931 | 1931 | Florens, Italien       |

## Eftermäle

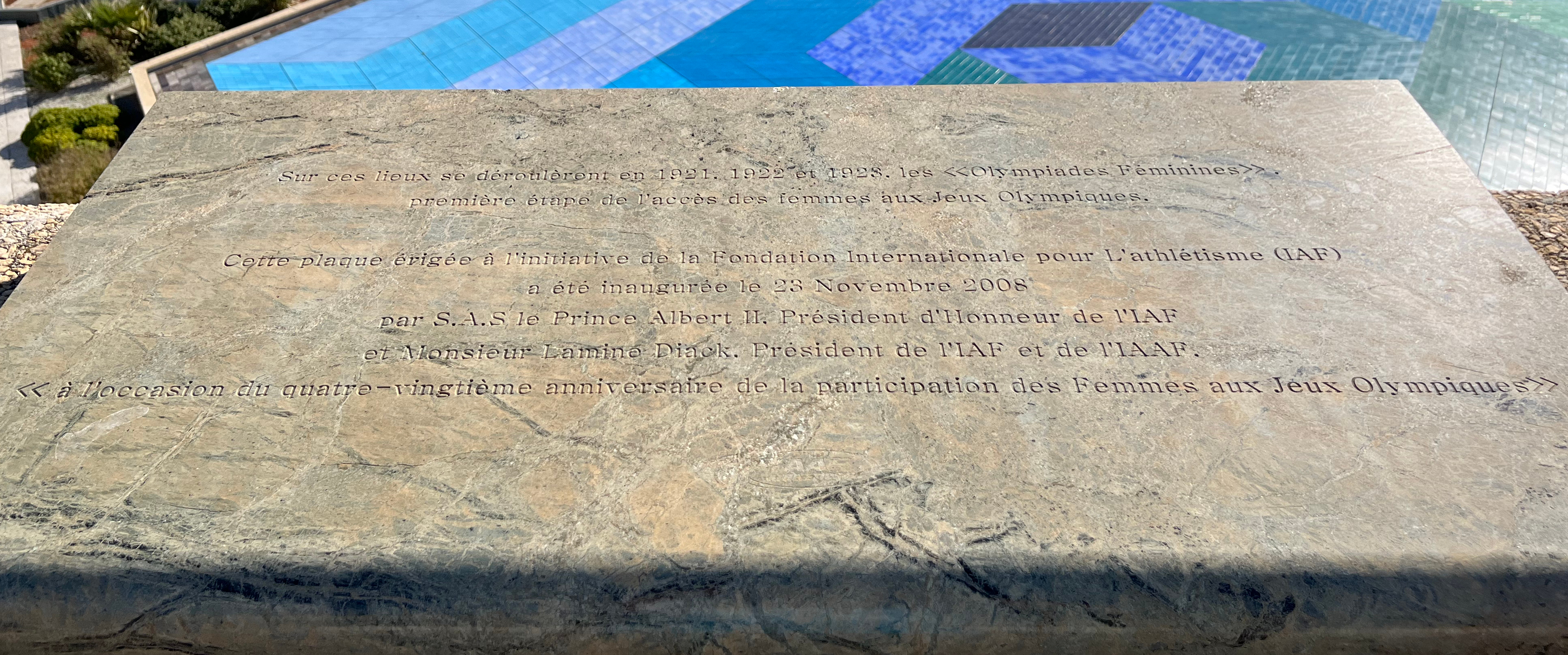
IAAFs minnesskylt

Särorganisationerna SKCFK och SKI upplöstes 1928 då de inträdde i Riksidrottsförbundet, 1936 upplöstes även FSFI efter påtryckningar från IOK.
I juli 1927 hölls första SM i friidrott för damer.  och i september 1938 hölls första EM i friidrott för damer.
Tävlingarna blev en stor framgång och ett betydande steg för damidrotten, Den 23 november 2008 avtäckte den internationella organisationen för friidrottsförbund IAAF en minnesskylt över Damolympiaden 1921 i Monaco.